# Lada Vondrová
Lada Vondrová (Nové Město na Moravě, 6 settembre 1999) è una velocista ceca, ha vinto la medaglia di bronzo ai Mondiali 2023 nella staffetta 4x400 m mista.

## Record nazionali
Senior
- Staffetta 4x400 m mista: 3'33"89 ( Budapest, 19 agosto 2023) (Matěj Krsek, Tereza Petržilková, Patrik Šorm, Lada Vondrová)

## Progressione

### 400 metri piani
| Stagione | Misura   | Luogo    | Data      | Rank. Mond. |
| -------- | -------- | -------- | --------- | ----------- |
| 2024     | 51"26    | Ostrava  | 28-5-2024 |             |
| 2023     | 50"92    | Budapest | 20-8-2023 |             |
| 2022     | 51"13    | Hodonín  | 25-6-2022 |             |
| 2021     | 51"14    | Tokyo    | 3-8-2021  |             |
| 2020     | 51"35    | Praga    | 4-7-2020  |             |
| 2019     | 51"71    | Brno     | 27-7-2019 |             |
| 2018     | 52"95(i) | Praga    | 10-2-2018 |             |
| 2017     | 54"30(i) | Ostrava  | 19-2-2017 |             |
| 2016     | 54"35    | Trinec   | 25-6-2016 |             |
| 2015     | 55"95    | Praga    | 3-7-2015  |             |

## Palmarès
| Anno | Manifestazione  | Sede       | Evento        | Risultato      | Prestazione | Note                                            |
| ---- | --------------- | ---------- | ------------- | -------------- | ----------- | ----------------------------------------------- |
| 2015 | Mondiali U18    | Cali       | 400 m hs      | Semifinale     | 1'00"84     |                                                 |
| 2016 | Mondiali U20    | Bydgoszcz  | 4x400 m       | 7ª             | 3'37"36     |                                                 |
| 2016 | Europei U18     | Tbilisi    | 400 m hs      | Semifinale     | dns         |                                                 |
| 2017 | Europei U20     | Grosseto   | 400 m hs      | 7ª             | 59"16       |                                                 |
| 2018 | Mondiali indoor | Birmingham | 400 m piani   | Semifinale     | 53"32       | [ 1 ]                                           |
| 2018 | Mondiali indoor | Birmingham | 4x400 m       | Batteria       | 3'34"90     |                                                 |
| 2018 | Europei         | Berlino    | 400 m piani   | Batteria       | 53"21       | Miglior prestazione personale                   |
| 2019 | Europei indoor  | Glasgow    | 400 m piani   | Batteria       | 53"29       |                                                 |
| 2019 | Giochi europei  | Minsk      | 4x400 m misti | Argento        | 3'19"05     |                                                 |
| 2019 | Europei U23     | Gävle      | 400 m piani   | Argento        | 52"40       | Miglior prestazione personale stagionale        |
| 2019 | Europei U23     | Gävle      | 400 m hs      | 6ª             | 57"29       |                                                 |
| 2019 | Mondiali        | Doha       | 4x400 m mista | Semifinale     | 3'18"01     |                                                 |
| 2021 | Europei indoor  | Toruń      | 400 m piani   | Batteria       | 52"83       |                                                 |
| 2021 | World Relays    | Chorzów    | 4x400 m mista | 5ª             | 3'21"05     | Miglior prestazione personale stagionale        |
| 2021 | Europei U23     | Tallinn    | 400 m piani   | Oro            | 51"19       | Miglior prestazione personale                   |
| 2021 | Europei U23     | Tallinn    | 4x400 m       | Oro            | 3'30"11     | Miglior prestazione europea stagionale under 23 |
| 2021 | Olimpiade       | Tokyo      | 400 m piani   | Semifinale     | 51"62       |                                                 |
| 2022 | Mondiali indoor | Belgrado   | 400 m piani   | Batteria       | 52"94       | [ 2 ]                                           |
| 2022 | Mondiali        | Eugene     | 400 m piani   | Semifinale     | 51"47       |                                                 |
| 2022 | Europei         | Monaco     | 400 m piani   | Semifinale     | 51"83       |                                                 |
| 2022 | Europei         | Monaco     | 4x400 m       | Batteria       | dq          |                                                 |
| 2023 | Europei         | Istanbul   | 400 m piani   | 5ª             | 51"73       | [ 3 ]                                           |
| 2023 | Europei         | Istanbul   | 4x400 m       | 4ª             | 3'31"26     | [ 4 ]                                           |
| 2023 | Giochi europei  | Chorzów    | 4x400 m misti | Oro            | 3'12"34     | [ 5 ]                                           |
| 2023 | Mondiali        | Budapest   | 400 m piani   | Semifinale     | 51"50       | [ 6 ]                                           |
| 2023 | Mondiali        | Budapest   | 4x400 m mista | Bronzo         | 3'11"98     | [ 7 ]                                           |
| 2024 | Mondiali indoor | Glasgow    | 400 m piani   | Semifinale     | 52"48       | [ 8 ] [ 9 ]                                     |
| 2024 | Mondiali indoor | Glasgow    | 4x400 m       | Semifinale     | 3'28"57     | [ 10 ]                                          |
| 2024 | World Relays    | Nassau     | 4x400 m       | Rip. olimpico  | 3'27"76     |                                                 |
| 2024 | World Relays    | Nassau     | 4x400 m mista | Qual. olimpica | 3'16"56     |                                                 |
| 2024 | Europei         | Roma       | 4x400 m mista | 6ª             | 3'14"24     |                                                 |
| 2024 | Giochi olimpici | Parigi     | 400 m piani   | Batteria       | 51"80       |                                                 |
| 2025 | Europei indoor  | Apeldoorn  | 400 m piani   | Semifinale     | 52"74       |                                                 |
| 2025 | Europei indoor  | Apeldoorn  | 4x400 m       | Bronzo         | 3'25"31     | Record nazionale                                |

## Campionati nazionali
- 5 volte campionessa nazionale ceca indoor dei 400 metri piani (2019, 2020, 2021, 2022, 2024)
- 3 volte campionessa nazionale ceca dei 400 metri piani (2019, 2022, 2023)
- 2 volte campionessa nazionale ceca indoor dei 200 metri piani (2020, 2023)

2016
- 5ª ai campionati cechi indoor (Tábor), 400 metri ostacoli - 59"89

2017
- 4ª ai campionati cechi indoor (Praga), 400 metri piani - 54"61

2018
- Bronzo ai campionati cechi (Kladno), 400 metri piani - 53"72

2019
- Oro ai campionati cechi indoor (Ostrava), 400 metri piani - 52"67
- Oro ai campionati cechi (Brno), 400 metri piani - 51"71

2020
- Oro ai campionati cechi indoor (Ostrava), 200 metri piani - 23"77
- Oro ai campionati cechi indoor (Ostrava), 400 metri piani - 51"81
- 6ª ai campionati cechi (Plzeň), 200 metri piani - 23"98
- Argento ai campionati cechi (Plzeň), 400 metri piani - 51"90

2021
- Oro ai campionati cechi indoor (Ostrava), 400 metri piani - 52"20

2022
- Oro ai campionati cechi indoor (Ostrava), 400 metri piani - 51"90
- Oro ai campionati cechi indoor (Ostrava), staffetta 4x200 metri - 1'36"63
- Oro ai campionati cechi (Hodonín), 400 metri piani - 51"13

2023
- Oro ai campionati cechi indoor (Ostrava), 200 metri piani - 23"36
- Oro ai campionati cechi (Tábor), 400 metri piani - 51"13

2024
- Oro ai campionati cechi indoor (Ostrava), 400 metri piani - 51"41

## Altre competizioni internazionali
2019
- 5ª ai Campionati europei a squadre, ( Bydgoszcz), 400 m piani - 52"38
- 8ª ai Campionati europei a squadre, ( Bydgoszcz), staffetta 4x400 m - 3'33"24

2021
- Argento ai Campionati europei a squadre, ( Cluj-Napoca), 400 m piani - 52"11
- Bronzo ai Campionati europei a squadre, ( Cluj-Napoca), staffetta 4x400 m - 3'30"51

2023
- 11ª ai Campionati europei a squadre, ( Chorzów), 200 m piani - 23"44
- Oro ai Campionati europei a squadre, ( Chorzów), staffetta 4x400 m piani mista - 3'12"34